# Hans Lindberg
Hans Ottar Lindberg (* 1. August 1981 in Høje-Taastrup, Dänemark) ist ein dänischer Handballspieler. Der zwischen 2007 und 2024  in der deutschen Bundesliga spielende Rechtsaußen ist seit dem 20. Mai 2023 der erfolgreichste Torschütze der Ligageschichte.

## Karriere

### Im Verein
Lindberg spielte in seiner Kindheit Fußball und war als Linksverteidiger in der höchsten dänischen Jugendliga aktiv. Handball probierte er anfangs für einen Monat aus und wurde erst später von einem Freund dazu überredet, zusätzlich mit dem Handballspielen anzufangen. Lindberg wurde für Sichtungsmaßnahmen des Fußball- und Handballverbands eingeladen. Als Lindberg beim Fußball aussortiert wurde, entschied er sich für den Handballsport.

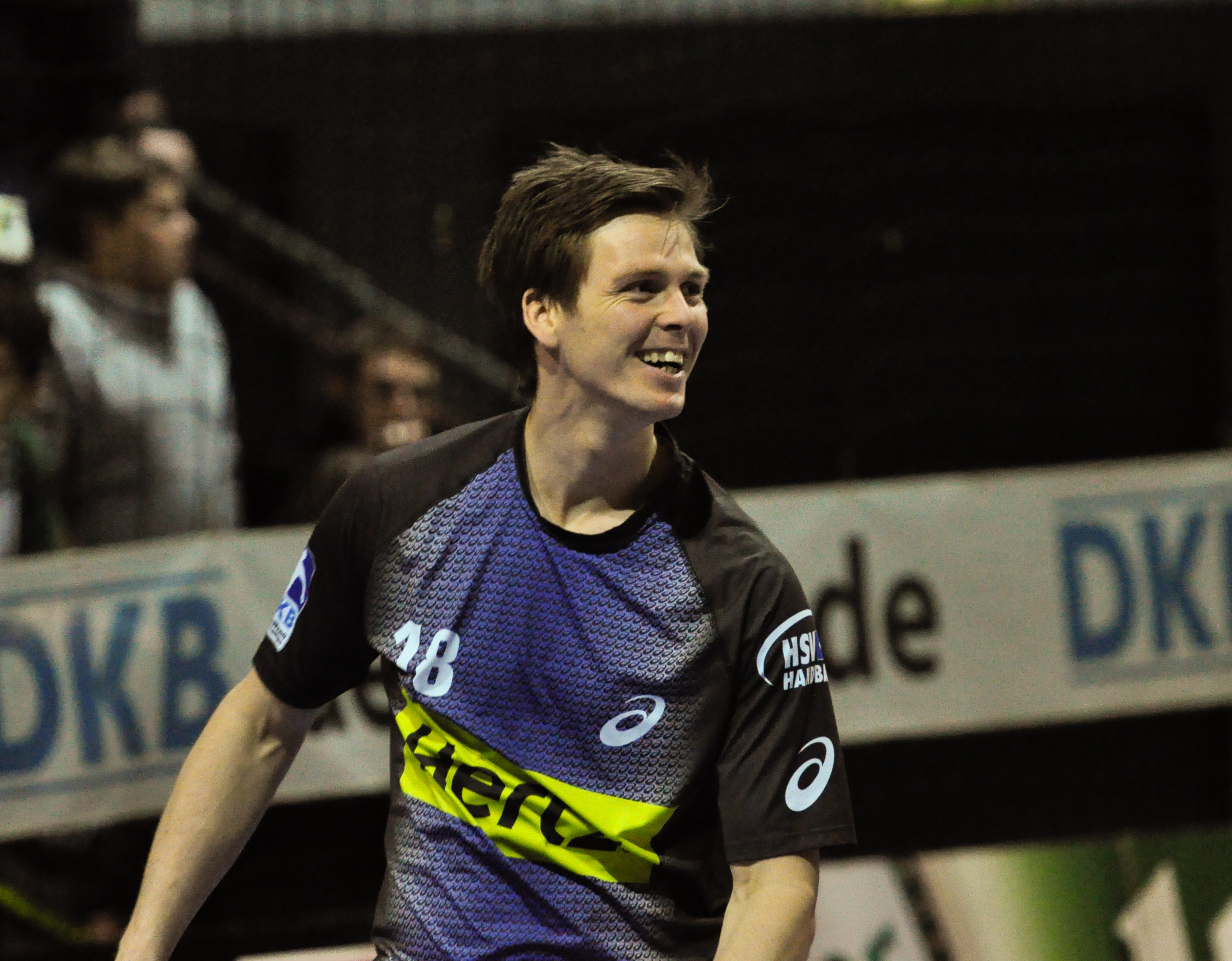
Hans Lindberg 2014

Lindberg spielte ab seinem 14. Lebensjahr beim dänischen Verein Høj Ølstykke. Anschließend lief er sechs Jahre für Team Helsinge auf, mit deren Herrenmannschaft er in der Håndboldligaen antrat. Zwischen 2005 und 2007 stand er beim dänischen Erstligisten Viborg HK unter Vertrag. In der Saison 2006/07 wurde er mit 187 Toren in 26 Spielen Torschützenkönig der dänischen Liga und scheiterte mit Viborg im Finale um die dänische Meisterschaft an GOG Svendborg TGI.
Im Jahre 2007 wechselte Lindberg zum deutschen Bundesligisten HSV Hamburg. Bei der Verpflichtung Lindbergs durch den HSV Hamburg gab es in dänischen Medien Gerüchte, dass der THW Kiel Interesse an Lindberg gehabt hätte und dabei das Rennen um Nationalspieler Hans Lindberg gegen den HSV verloren hätte. Dies wurde aber von Kiels damaligen Manager Uwe Schwenker als unbegründet abgewiesen. Mit dem HSV gewann er 2009 mit dem DHB-Supercup seinen ersten Titel in Deutschland. Die anschließende Saison konnte mit dem Gewinn des DHB-Pokals 2009/10 abgeschlossen werden. Außerdem erzielte der auf Rechtsaußen spielende Däne in dieser Saison die meisten Tore in der Bundesliga und wurde zum ersten Mal Torschützenkönig in Deutschland. Zum Saison-Auftakt 2010 konnte er mit dem HSV den DHB-Supercup verteidigen. In der darauffolgenden Handball-Bundesliga-Saison 2010/11 wurde er mit dem HSV Hamburg mit nur 6 Verlustpunkten vor dem THW Kiel deutscher Meister. Es war sowohl für Lindberg als auch für den HSV die erste Meisterschaft überhaupt. Sie konnte in der darauffolgenden Saison 2011/12 nicht verteidigt werden, man belegte den vierten Rang. Die Saison 2012/13 wurde für ihn insgesamt die beste seiner bisherigen Karriere. Neben einem relativ enttäuschenden 5. Platz in der Meisterschaft und dem Erreichen des Halbfinales im DHB-Pokal, gewann er mit dem HSV erstmals die Champions League. Außerdem wurde er in allen drei Wettbewerben zum Torschützenkönig gekürt und sorgte damit für ein Triple der besonderen Art. Die Saison 2013/14 verlief in der Liga mit Platz vier ordentlich, jedoch mit dem frühen Ausscheiden im DHB-Pokal 2013/14 (2. Runde) und in der Champions League 2013/14 (Achtelfinale) insgesamt durchwachsen. In der Bundesliga-Saison 2014/15 erlitt Lindberg am 27. Spieltag in der Begegnung mit den Füchsen Berlin nach einem Zusammenprall mit dem Torhüter Silvio Heinevetter eine schwere Nierenverletzung. Auch ohne Lindberg konnte der HSV das Finale im EHF-Pokal 2014/15 erreichen, was jedoch mit 30:27 gegen die Füchse Berlin verloren wurde. In der darauffolgenden Saison konnte er zum Auftakt des DHB-Pokals 2015/16 sein Comeback feiern.
Nach der Bundesliga-Hinrunde unter dem neuen Trainer Michael Biegler reagierte Lindberg im Januar 2016 auf die Abmeldung des HSV vom Spielbetrieb in der Handball-Bundesliga und wechselte zu den Füchsen Berlin. Im September 2016 wurde Lindberg mit den Füchsen Vereinsweltmeister und feierte seinen ersten Titel mit dem neuen Verein. Anlässlich des 50-jährigen Geburtstags der Handball-Bundesliga wurde Lindberg 2016 als einer von fünf Rechtsaußen in die Legendenauswahl gewählt. Während der Saison 2017/18 verlängerte Lindberg seinen Vertrag bis 2021. Zum Ende der Saison 2017/18 gewann Lindberg mit den Füchsen den EHF-Pokal. Beim 28:25-Finalsieg gegen Saint-Raphaël Var Handball steuerte er sechs Tore bei und wurde zum zweiten Mal hintereinander Torschützenkönig in diesem Wettbewerb. Seit Beginn der Saison 2018/19 ist er der Mannschaftskapitän der Füchse Berlin. Am 12. Dezember 2021 egalisierte Lindberg mit acht verwandelten Siebenmetern im Spiel gegen den Handball Sport Verein Hamburg den Rekord (1.224) seines Landsmanns Lars Christiansen für die meisten verwandelten Siebenmeter in der Bundesligageschichte. Mit 242 Toren krönte er sich in der Saison 2021/22 im Alter von 40 Jahren zum ältesten Torschützenkönig der Geschichte der Bundesliga. Am 27. Dezember 2022 überholte er den Zweitplatzierten Christiansen (2.875 Tore) in der ewigen Torschützenliste der Bundesliga. Am 14. Februar 2023 durchbrach er als sechster Spieler die 1000-Tore-Marke in Vereinswettbewerben der Europäischen Handballföderation. Am 20. Mai 2023 zog er mit zwölf Toren beim 42:35-Heimsieg gegen GWD Minden am bisher führenden der ewigen Torschützenliste, dem Koreaner Yoon Kyung-shin (2905 Tore), vorbei und steht so bei 2907 Toren. Mit den Füchsen gewann er die EHF European League 2022/23. Am 10. Dezember 2023 erzielte er sein 3000. Bundesligator.
Nach der Saison 2023/24 kehrte er zu HØJ zurück. Im Jahr 2025 stieg er mit HØJ in die höchste dänische Spielklasse auf.

### In der Nationalmannschaft
Lindberg gehört seit 2003 dem Kader der dänischen Nationalmannschaft an, für die er bislang 289 Länderspiele bestritt. Das erste Großturnier, an dem Lindberg teilnahm, war die Weltmeisterschaft 2007, bei der er die Bronzemedaille gewann. Ein Jahr später feierte der 1,88 m lange Linkshänder bei der Europameisterschaft seinen ersten Titelgewinn. Im Sommer 2008 nahm er erstmals an den Olympischen Spielen in Peking teil. Im Viertelfinale schied er mit der dänischen Auswahl gegen Kroatien aus. Bei den folgenden Turnierteilnahmen an der Weltmeisterschaft 2009 und der Europameisterschaft 2010 verpasste er ebenfalls einen Medaillenrang.

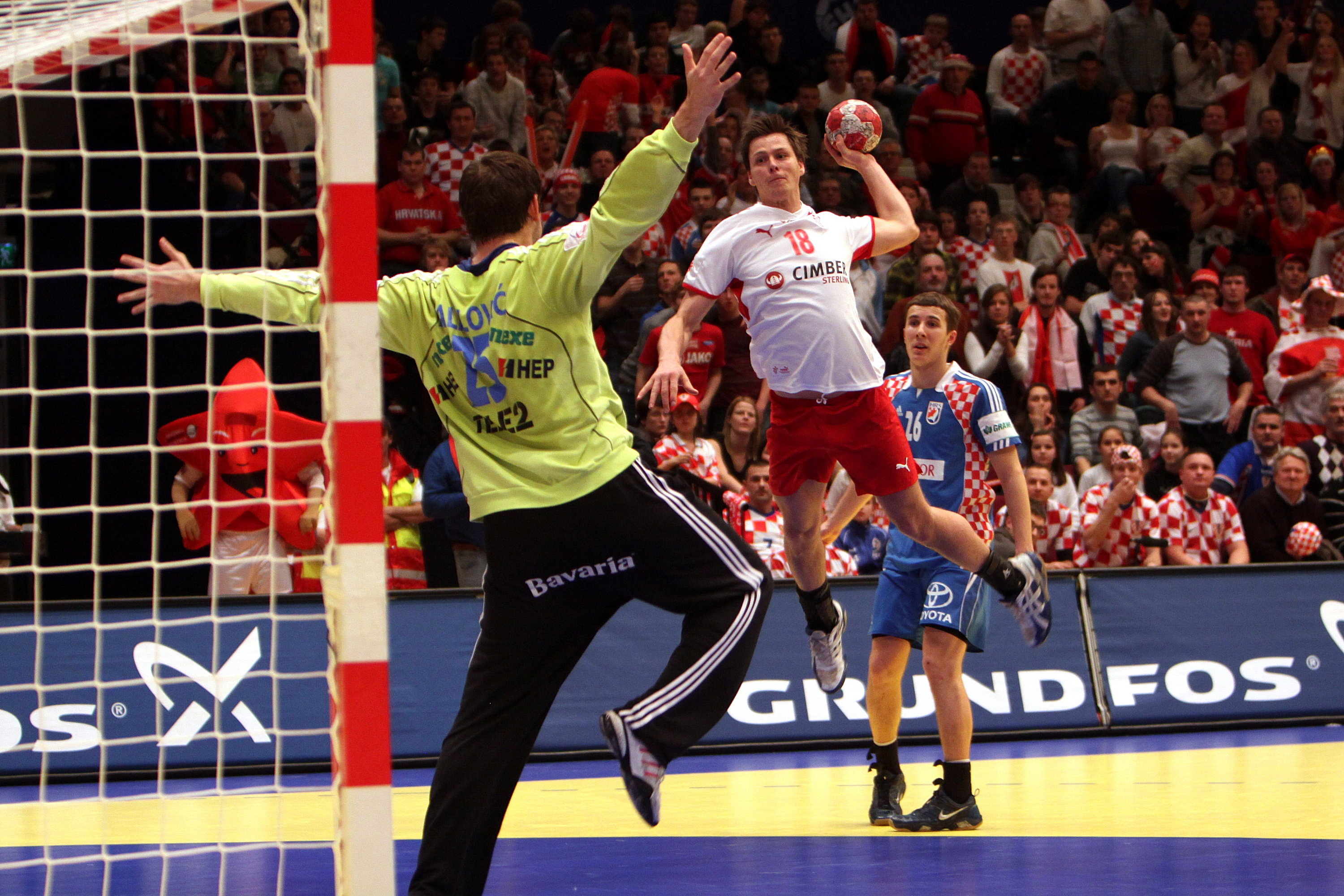
Hans Lindberg im Nationaltrikot

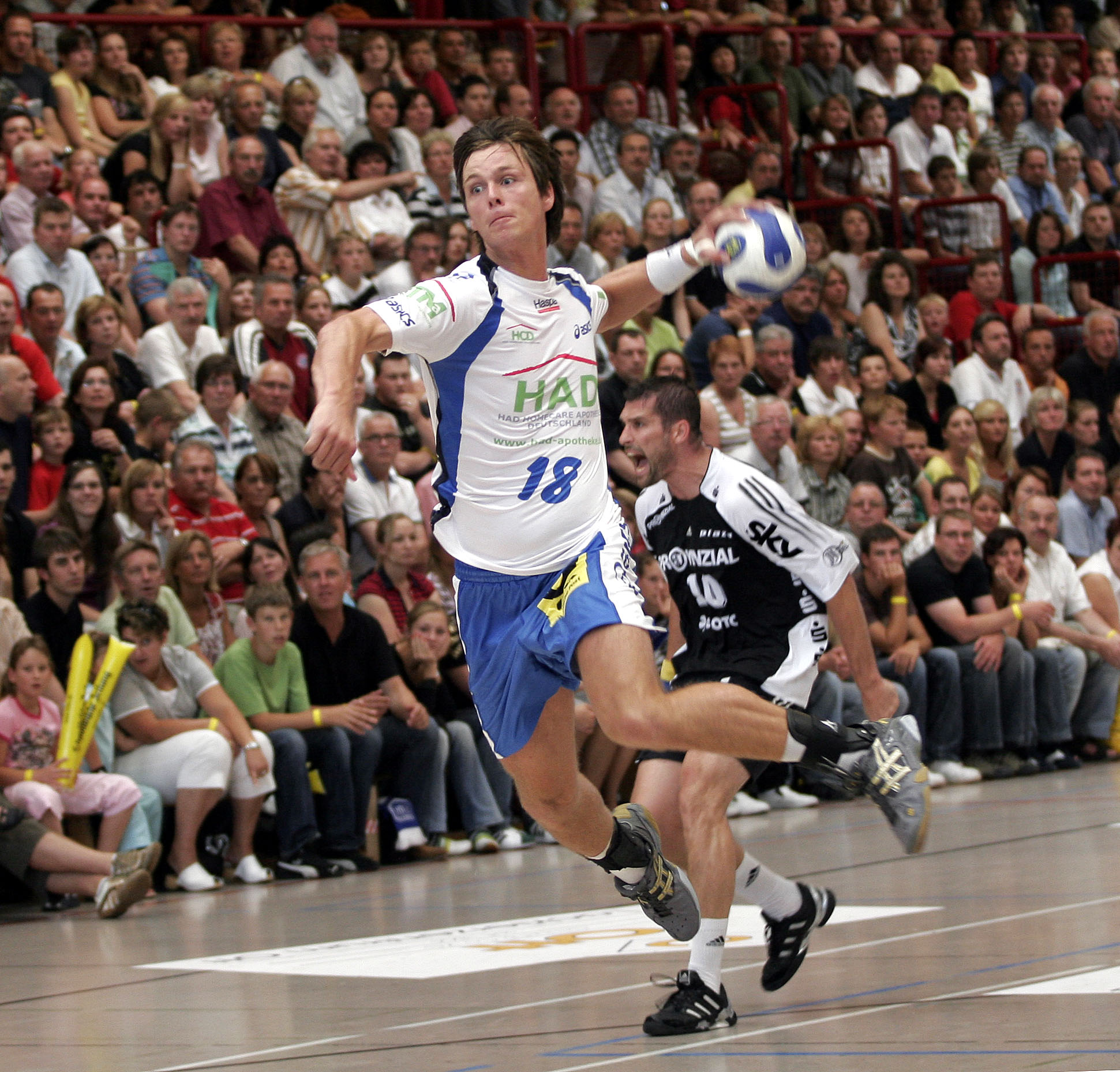
Hans Lindberg beim Sprungwurf

Lindberg stand mit Dänemark bei der Weltmeisterschaft 2011 im Finale und scheiterte dort in der Verlängerung am Titelverteidiger Frankreich. Ein Jahr später gewann er seinen zweiten EM-Titel in Serbien. Im Finale besiegte man den Gastgeber mit 21:19. Bei den Olympischen Spielen in London war wiederum im Viertelfinale Endstation. 2013 erreichte Lindberg souverän sein zweites WM-Finale, in dem Dänemark dem Gastgeber Spanien deutlich unterlag. Trotzdem wurde er am Ende des Turnieres in das All-Star-Team gewählt. Bei der Europameisterschaft 2014 im eigenen Land wurde er Vize-Europameister, nachdem man im Finale Frankreich mit 41:32 unterlag. Bei der Weltmeisterschaft 2015 in Katar schied er mit seiner Mannschaft im Viertelfinale knapp gegen Spanien nach einem 24:25 aus. Die Europameisterschaft 2016 fand in Polen statt. Bei diesem Turnier schied man, nach einer überzeugenden Gruppenphase, in der Hauptrunde als Gruppendritter hinter Spanien und Deutschland aus und belegte am Ende den 6. Platz. Beim olympischen Turnier in Rio de Janeiro, wo Dänemark die Goldmedaille gewann, war Lindberg nur im erweiterten Kader. Bei der Weltmeisterschaft 2017 in Frankreich schied Dänemark im Achtelfinale gegen Ungarn aus und belegte am Ende den 10. Platz. Mit 34:35 n.V unterlagen die Dänen im Halbfinale der Europameisterschaft 2018 in Kroatien den Schweden. Bei der 29:32-Niederlage gegen Frankreich im Spiel um Platz 3 erzielte Lindberg zwölf Tore.
Bei der WM 2019, die sowohl in Deutschland als auch in seinem Heimatland Dänemark ausgetragen wurde, verletzte er sich im ersten Gruppenspiel gegen Chile und konnte das Turnier zunächst nicht fortsetzen. Zum Finale wurde er, nachdem er seine Verletzung auskuriert hatte, nachnominiert und kam in der Schlussphase des Spiels zum Einsatz. Mit dem 31:22-Sieg gegen Norwegen krönte sich die dänische Nationalmannschaft im eigenen Land erstmals zum Weltmeister und Lindberg feierte den größten Erfolg seiner Karriere. Bei der Europameisterschaft 2022 gewann er mit Dänemark die Bronzemedaille, dabei kam er in drei Spielen zum Einsatz. Bei der Weltmeisterschaft 2023 gewann er seinen zweiten WM-Titel. Beim Gewinn der Silbermedaille bei der Europameisterschaft 2024 kam er in sieben Spielen zum Einsatz und warf 13 Tore. Bei den Olympischen Sommerspielen 2024 in Paris gewann er die Goldmedaille.

### Saisonbilanzen
| Saison    | Verein        | Spielklasse    | Spiele | Tore | 7-Meter | Feldtore |
| --------- | ------------- | -------------- | ------ | ---- | ------- | -------- |
| 1999–2002 | Team Helsinge | Håndboldligaen | ?      | 100  | ?       | ?        |
| 2002/03   | Team Helsinge | Håndboldligaen | 24     | 175  | ?       | ?        |
| 2003/04   | Team Helsinge | Håndboldligaen | 23     | 162  | ?       | ?        |
| 2004/05   | Team Helsinge | Håndboldligaen | 26     | 180  | ?       | ?        |
| 2005/06   | Viborg HK     | Håndboldligaen | 26     | 135  | ?       | ?        |
| 2006/07   | Viborg HK     | Håndboldligaen | 26     | 187  | ?       | ?        |
| 2007/08   | HSV Hamburg   | Bundesliga     | 31     | 164  | 50      | 114      |
| 2008/09   | HSV Hamburg   | Bundesliga     | 32     | 183  | 102     | 81       |
| 2009/10   | HSV Hamburg   | Bundesliga     | 34     | 258  | 135     | 123      |
| 2010/11   | HSV Hamburg   | Bundesliga     | 34     | 213  | 100     | 113      |
| 2011/12   | HSV Hamburg   | Bundesliga     | 34     | 238  | 95      | 143      |
| 2012/13   | HSV Hamburg   | Bundesliga     | 34     | 235  | 99      | 136      |
| 2013/14   | HSV Hamburg   | Bundesliga     | 23     | 173  | 68      | 105      |
| 2014/15   | HSV Hamburg   | Bundesliga     | 26     | 178  | 64      | 108      |
| 2015/16*  | Füchse Berlin | Bundesliga     | 6      | 8    | 0       | 8        |
| 2016/17   | Füchse Berlin | Bundesliga     | 27     | 140  | 65      | 75       |
| 2017/18   | Füchse Berlin | Bundesliga     | 33     | 169  | 97      | 72       |
| 2018/19   | Füchse Berlin | Bundesliga     | 29     | 160  | 83      | 77       |
| 2019/20   | Füchse Berlin | Bundesliga     | 27     | 203  | 103     | 100      |
| 2020/21   | Füchse Berlin | Bundesliga     | 34     | 197  | 111     | 86       |
| 2021/22   | Füchse Berlin | Bundesliga     | 34     | 242  | 124     | 118      |
| 2022/23   | Füchse Berlin | Bundesliga     | 28     | 156  | 82      | 74       |
| 2023/24   | Füchse Berlin | Bundesliga     | 34     | 198  | 120     | 78       |
| 2024/25   | HØJ Elite     | 1. Division    | 24     | 102  | 44      | 58       |
| 1999–2007 | gesamt        | Håndboldligaen | ?      | 1074 | ?       | ?        |
| 2007–2024 | gesamt        | Bundesliga     | 500    | 3115 | 1498    | 1617     |
| 2024–2025 | gesamt        | 1. Division    | 24     | 102  | 44      | 58       |

Anmk.: Nach der Insolvenz des HSVH in der Saison 2015/16 wurden seine bis dahin erzielten 144 Saisontore von der HBL gestrichen. Quelle: Spielerprofile bei der Håndboldligaen und der Handball-Bundesliga.

### Erfolge
Nationalmannschaft
- Goldmedaille Olympische Spiele 2024 in Paris
- Weltmeister 2019 in Dänemark und Deutschland
- Weltmeister 2023 in Polen und Schweden
- Silbermedaille Weltmeisterschaft 2011, Weltmeisterschaft 2013
- Bronzemedaille Weltmeisterschaft 2007
- Europameister 2008 in Norwegen, Europameister 2012 in Serbien
- Silbermedaille Europameisterschaft 2014 in Dänemark
- Silbermedaille Europameisterschaft 2024 in Deutschland
- Bronzemedaille Europameisterschaft 2022 in Slowakei/Ungarn

Vereine
- IHF Super Globe: 2016 mit den Füchsen Berlin
- Champions League: 2013 mit dem HSV Hamburg
- EHF-Pokal: 2018 mit den Füchsen Berlin
- EHF European League: 2022/23 mit den Füchsen Berlin
- Deutscher Meister: 2011 mit dem HSV Hamburg
- DHB-Pokal: 2010 mit dem HSV Hamburg
- DHB-Supercup: 2009 und 2010 mit dem HSV Hamburg
- Dänischer Beachhandballmeister: 2006
- Dänischer Vizemeister: 2007 mit Viborg HK
- Rekordtorschütze der Handball-Bundesliga mit 2907 Toren

### Ehrungen
- Torschützenkönig EHF-Pokal 2017, 2018
- Torschützenkönig EHF Champions League 2013
- Torschützenkönig Handball-Bundesliga 2010, 2013, 2022
- Torschützenkönig Håndboldligaen 2006/07
- Torschützenkönig DHB-Pokal 2013
- All-Star der Weltmeisterschaft 2013[33]
- All-Star der Handball-Bundesliga 2008, 2009, 2011, 2013
- All-Star der Håndboldligaen 2002/03, 2003/04, 2004/05, 2005/06, 2006/07[34]
- All-Star der Beachhandball-EM 2011 (als bester Torschütze)
- 2. Platz bei der Wahl des Spielers der Saison 2010[35]
- Im Jahr 2009 wurde er zu Dänemarks Handballer der Jahres gewählt.[36]
- EHF Excellence Awards 2023, 2024

## Privates
Lindbergs Eltern stammen aus der isländischen Stadt Hafnarfjörður und wanderten im Alter von 22 Jahren nach Dänemark aus. Lindberg selbst fühlte sich immer als Däne und wurde sich seiner isländischen Staatsbürgerschaft erst bewusst, als er das übliche dänische Stipendium für sein Studium beantragte und dieses abgelehnt bekam, da er Isländer sei. Seine Mutter Sigrún Sigurðardóttir lief für die isländische Fußball- und Handballnationalmannschaft auf. Lindberg ist verheiratet und hat zwei Kinder. Er lebt mit seiner Familie in Egedal in Dänemark.